# Ceratogyrus paulseni
Ceratogyrus paulseni är en spindelart som beskrevs av Gallon 2005. Ceratogyrus paulseni ingår i släktet Ceratogyrus och familjen fågelspindlar. Inga underarter finns listade i Catalogue of Life.